# 마른 생선

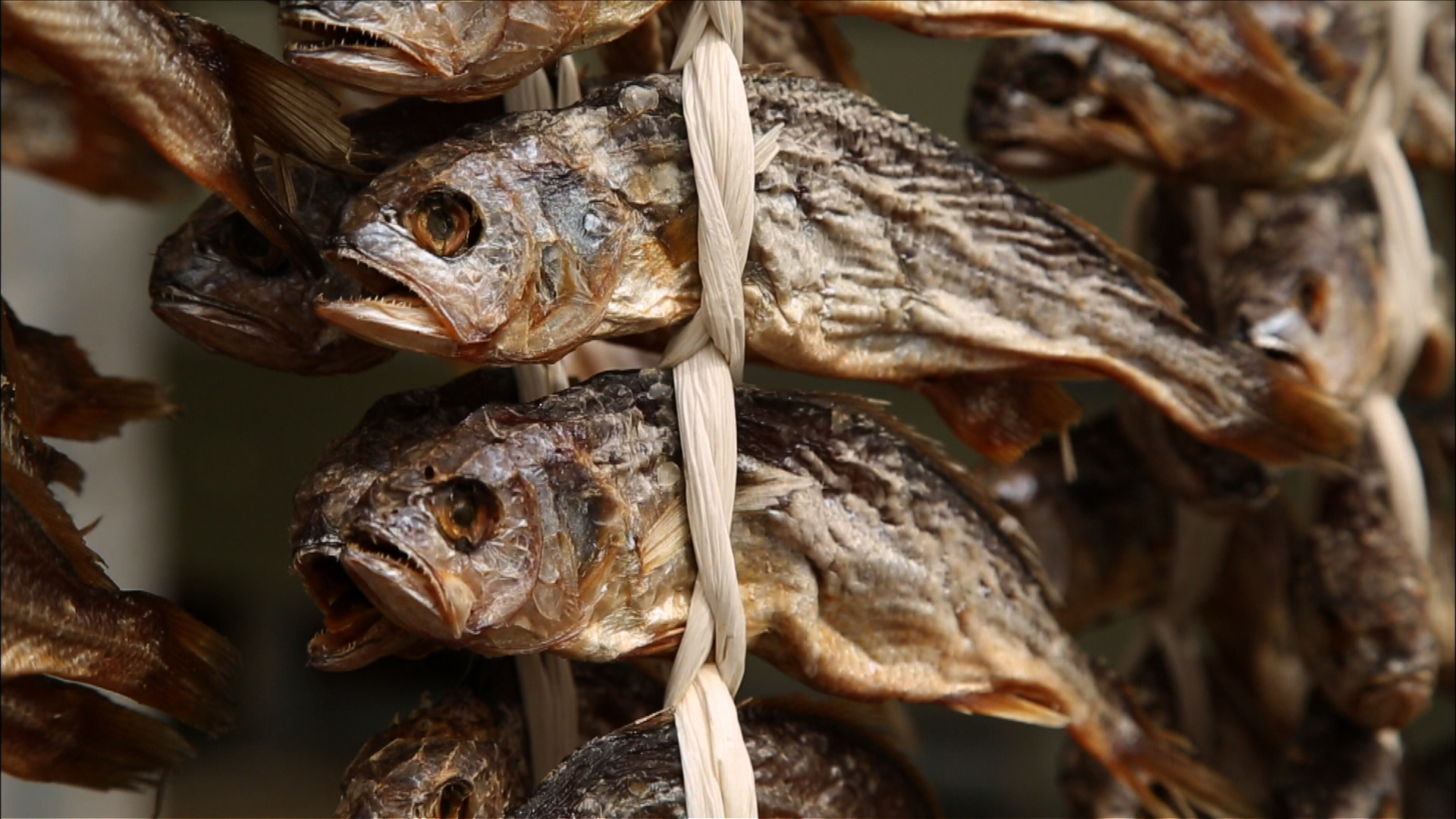
굴비

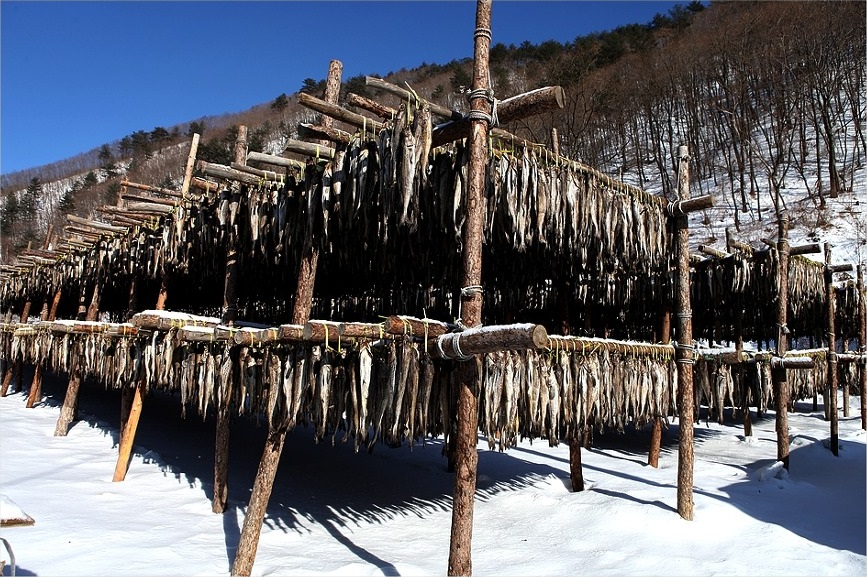
황태

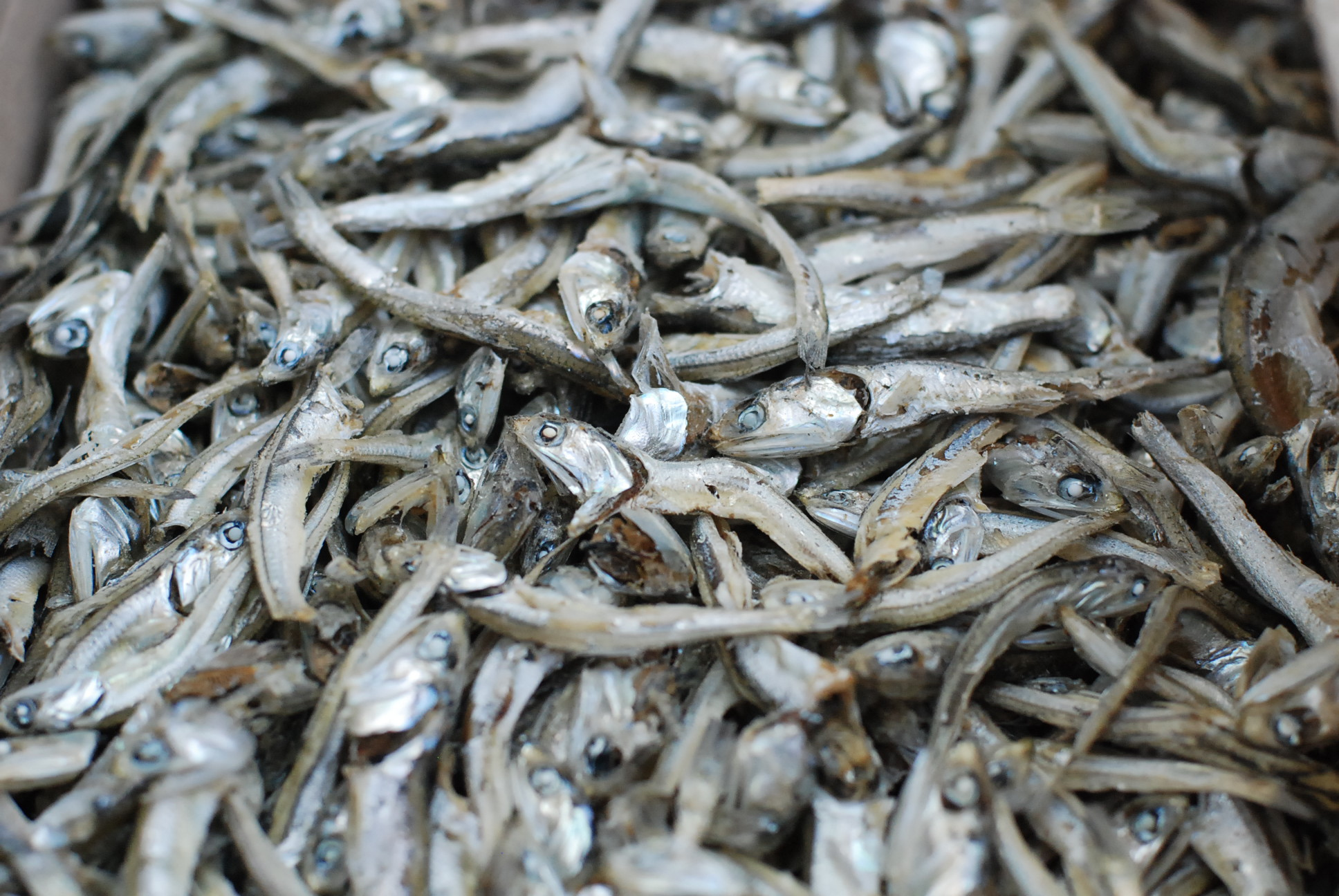
마른 멸치

마른 생선 또는 말린 생선은 생선을 말려 만든 음식이다. 북어처럼 간을 하지 않고 통으로 말린 것과 염민어나 염대구처럼 소금에 절여 말린 것(염건어)이 있으며, 그 외에 쥐포처럼 말려 누른 어포 등이 있다.

## 종류
- 가쓰오부시
- 가조기(건석어, 상어): 배를 갈라 넓적하게 펴서 말린 조기
- 건가자미: 내장을 빼내고 간을 하여 말린 가자미
- 건비목어: 통째로 말린 가자미
- 과메기: 반건조한 청어나 꽁치
- 관목(건청어): 말린 청어
- 굴비: 소금에 약간 절여서 통으로 말린 조기
- 노가리: 바싹 말린 새끼 명태
- 배태기: 조기의 배를 갈라서 내장을 버리고 소금에 절여 말린 것
- 북어(건태, 건명태): 말린 명태
- 상어 지느러미
- 염대구: 소금에 절여 말린 대구
  - 바칼랴우
- 염민어: 배를 갈라 소금에 절여 말린 민어
  - 암치: 암컷
  - 수치: 수컷
- 쥐포: 말린 쥐치를 기계로 납작하게 눌러 만든 어포
- 코다리: 내장과 아가미를 빼고 코에 꿰어 반건조한 명태
- 하우카르들
- 황태: 겨울에 얼렸다 녹였다 하며 말린 명태

## 같이 보기
- 건어물
- 마른 고기